# Les Baratineurs
Pour plus de détails, voir Fiche technique et Distribution.
Les Baratineurs est un film français de Francis Rigaud sorti en 1965.

## Synopsis
Le poissonnier Louis Dujardin (Francis Blanche) inaugure son nouveau magasin. Il fait la connaissance du romancier de série noire César Brandini (Darry Cowl) et de deux faux banquiers suisses mais véritables escrocs, Henri (Michel Serrault) et André (Jean Poiret), qui cherchent un retable d'une valeur inestimable. Dujardin, en difficulté financière, espère un secours des « banquiers ». Le retable convoité par d'autres brigands passe de main en main... et après une folle poursuite impliquant presque tous les protagonistes de l'action, le retable sera récupéré par celui que l'on n'attendait plus : l'entrepreneur des travaux de rénovation de la « fermette » de Dujardin, qui « n'aime pas les mauvais payeurs ».

## Fiche technique
- Réalisation : Francis Rigaud
- Scénario : Francis Rigaud et Claude Viriot
- Dialogues : Albert Simonin
- Décorateur : Claude Bouxin
- Photographie : Jean Fontenelle
- Musique : Bernard Gérard
- Montage : Gabriel Rongier
- Son : Guy Rophé
- Société de production : Télé France Films
- Directeur de production : Stany Cordier
- Format :  Noir et blanc - 1,33:1 - 35 mm - Son mono
- Pays :  France
- Genre : Comédie
- Durée : 80 minutes
- Date de sortie en salles :
  - France -  1er février 1965

## Distribution
- Jean Poiret : André
- Michel Serrault : Henri
- Darry Cowl : César Brandini
- Francis Blanche : Louis Dujardin
- Roger Pierre : un aubergiste
- Jean-Marc Thibault : un autre aubergiste
- Pascale Roberts : Jacqueline Dujardin
- Jean Tissier : le duc
- Michel Galabru : l'entrepreneur
- Jean-Roger Caussimon : l'héraldiste
- Max Montavon : le secrétaire de Brandini
- Pierre Tornade : Thès
- Robert Rollis : l'électricien
- Étienne Draber : le photographe lors du cocktail
- Hélène Duc : Marie-Laure du Portail
- Carlo Nell : un extra
- Bénédicte Lacoste : Sylvie Dujardin
- Ingrid Weiss : la secrétaire de Brandini
- Mick Besson : un homme de main
- Sébastien Floche : le notaire
- Jean-Louis Tristan : un extra

## Autour du film
Le film est ressorti en DVD dans une version restaurée chez René Chateau vidéo en 2014